# Конон (Дураков)
Епи́скоп Ко́нон (в миру Кузьма́ Трофи́мович Дурако́в или Смирно́в; 12 октября 1798, станица Есауловская, Донецкий округ, область Войска Донского — 21 января 1884, Владимир) — епископ Древлеправославной Церкви Христовой, епископ Новозыбковский.

## Биография
Сын донского казака полкового писаря, родился в хуторе Чекомасьев станицы Есауловой в земле Войска Донского, в старообрядческой семье. В молодых годах уже уходил из родительского дома, желая постричься, но был возвращён и по настоянию родителей женился.
В 1845 году он уговорил жену разойтись и принял пострижение, в селе Лужках, от старца Тихона.
В начале 1850-х годов он переселился в Белокриницкий монастырь, где некоторое время исполнял обязанности скончавшегося инока Павла Белокриницкого — был письмоводителем монастыря.
20 октября 1855 года в Белокриницком монастыре был рукоположён митрополитом Кириллом в сан епископа Новозыбковского.
Конон продолжал свои странствования между Москвою и Белой Криницей и многих старообрядцев посвятил в священники. Так как в то время это строго преследовалось, то уже в начале 1858 года Конон был в Москве схвачен, но, за недостатком улик, выпущен на свободу; однако, 16 октября того же года снова был арестован в местечке Паволочке и, по Высочайшему повелению от 30 января 1859 года, заключён 7 апреля того же года в суздальский Спасо-Евфимиев монастырь, где уже содержалось два старообрядческих Епископа — Алимпий и Аркадий. Цель заключения по Высочайшему указу заключалась в том, чтобы «ему там были делаемы кроткие увещания об оставлении его заблуждений и присоединении к святой церкви». В монастыре он провёл 22 года. В 1870 году, он провел, с особого разрешения, целую зиму в Москве, занимаясь в библиотеке Никольского единоверческого монастыря. В заключении составил толкование на 12-ю главу III книги Ездры.
В 1881 году по докладу министра внутренних дел графа Игнатьева император распорядился выпустить их из-под стражи с обязательством однако, жить безвыездно во Владимире. Епископ Конон, которому тогда было уже 82 года, так ослаб, что не мог идти сам, поэтому его вынесли из тюрьмы на руках.
После освобождения принял участие в освящении храма в Черемшане.
Остаток жизни провёл во Владимире. Его знания, строгий, аскетический образ жизни, добрый нрав снискали eму любовь и уважение всего старообрядчества.
Скончался 21 января 1884 года. Погребён в Москве на Рогожском кладбище.
Известный историк и исследователь раскола, профессор Субботин, вёл с Кононом переписку по догматическим вопросам и после смерти Конона напечатал её в «Братском слове».